# 李作清
李作清（1964年12月—），湖北省宜昌市人；华中工学院（后称华中理工大学、现华中科技大学）机械科学与工程学院机械制造专业博士研究生毕业，工学博士，华中科技大学机械科学与工程学院教授；曾任华中理工大学数控技术研究所常务副所长、华中数控系统有限公司总经理、华中科技大学机械学院副院长、华中科技大学校长助理兼产业集团董事局主席、武汉经济技术开发区管委会副主任、工委副书记。现任武汉市人民政府副秘书长，武汉市商务局（市口岸办）党组书记、局长，武汉市招商局局长。2015年5月，调任武汉商学院院长。

## 生平

### 华中科技大学时期
1982年，李作清进入华中工学院机械系（现华中科技大学机械科学与工程学院）攻读本科。1988年毕业后留校攻读硕士、博士以及从事博士后工作。1994年，博士毕业后，在华中科技大学任教。在华中科技大学任教期间，在《中国机械工程》、《华中理工大学学报》（现《华中科技大学学报》）、《机械工业自动化》、《机床与液压》、《机械与电子》等期刊发表数十篇论文。研究方向为切削加工、机械工艺等。1997年，李作清被破格晋升为教授。在1997年至1999年间，李作清先后担任华中理工大学数控技术研究所常务副所长、华中数控系统有限公司总经理、机械学院副院长、华中科技大学校长助理兼产业集团董事局主席。

### 武汉经济技术开发区时期
1999年6月，李作清由华中科技大学校长助理兼产业集团董事局主席调派至武汉经济开发区管委会工作，任管委会副主任，主要分管招商引资、外经外贸等工作。在他任内，武汉经济技术开发区工业产值从1999年的100亿元增长到2011年的1682.75亿元，12年时间增长了16倍。作为武汉市三个国家级开发区之一，武汉经济技术开发区招商成果丰硕、产业发展迅速。开发区汽车产业从神龙汽车一家独大到神龙汽车、东风本田、东风乘用车三足鼎立；电子电器制造业从无到有，冠捷显示、武汉海尔、武汉格力、武汉美的等企业纷纷落地投资。

### 武汉市商务局时期
李作清于2011年8月调任武汉市政府副秘书长。2011年10月起至今，任武汉市政府副秘书长、武汉市商务局（市口岸办）党组书记、武汉市招商局局长。主管市商务局全面工作，并协助武汉市领导进行招商引资。在其任内，武汉市颁布了工业倍增计划，招商成果丰硕，相继引进中国南车轨道交通基地、中国北车城市轨道交通基地、上海通用汽车72万辆整车基地、联想集团MIDH事业群、东风雷诺整车项目、周大福珠宝产业园等，促进了武汉经济的强劲增长。

## 言论
作为武汉市招商引资工作的直接领导，李作清对武汉招商的优势和产业发展有深刻的阐述。

### 武汉将在汽车业西进中发挥重要作用
汽车业是武汉的支柱产业，2013年的全球汽车论坛也选择在武汉举行。在会前，李作清接受了腾讯汽车的专访，谈汽车产业在武汉的发展：
.

### 物流业发展
作为全国交通枢纽，武汉物流业的发展也受到高度关注，在2014年的物流与供应链高峰论坛上，李作清对于物流也有深刻的阐述：
.

### 其他
除了汽车业、物流业等武汉市传统优势产业外，他还在电子电器行业发展等方面有一系列论述。